# 레볼버헬드
레볼버헬드(독일어: Revolverheld)는 독일의 록 밴드이다.